# Guettarda insularis
Guettarda insularis, vrsta drveta iz porodice broćevki. Endem je s meksičkog otoka Socorro u otočju Revillagigedo